# Мехрибан Алијева
Мехрибан Ариф кизи Алијева (азер. Mehriban Arif qızı Əliyeva; Баку, 26. август 1964) азербејџанска је политичарка и лекарка. Потпредседница је Азербејџана и потпредседница Партије Нови Азербејџан. Удата је за председника Азербејџана Илхама Алијева. Године 2017. Алијев је успоставио функцију потпредседнице државе и поставио своју супругу на ту функцију.

## Биографија
Рођена је 26. августа 1964. у Бакуу. Деда јој је књижевник Мир Џалал Пашајев, Азер из Ирана. Њен ујак Хазиф Пашајев био је први амбасадор Азербејџана у САД. Дана 22. децембра 1983. удала се за Илхама Алијева, сина Хејдара Алијева. Имају две ћерке, Лејлу (3. јул 1984) и Арзу (23. јануар 1989), као и сина Хејдара (2. август 1997). Лејла је удата за певача Емина Агаларова. Године 2017. одликована је Сретењским орденом.